# Superoksid
Superoksid je spojina, ki vsebuje superoksidni anion s kemijsko formulo O−
2. Ta reaktivni kisikov anion je še posebej pomemben, saj je produkt enoelektronske redukcije dikisika O2, ki se pogosto pojavlja v naravi. Molekularni kisik (dikisik) je diradikal, ki vsebuje dva nesparjena elektrona. Superoksid je rezultat dodajanja elektrona, ki zapolni eno od nezapolnjenih molekulskih orbital, s čimer nastane nabita ionska zvrst z enim nesparjenim elektronom in negativnim nabojem -1. Tako dikisik kot superoksidni anion sta prosta radikala, ki izkazujeta paramagnetne lastnosti.

## Derivati
Superoksidni anion O2− in njegova protonirana oblika, hidroperoksilni radikal HO2, sta v vodni raztopini v ravnotežju:
O2− + H2O ⇌ HO2 + OH−
Glede na to, da je pKa hidroperoksilnega radikala okoli 4,8, obstaja superoksid pri nevtralnem pH pretežno v anionski obliki.
Superoksidi tvorijo soli z alkalijskimi in zemljoalkalijskimi kovinami, kot so CsO2, RbO2, KO2in NO2, ki jih pripravimo z reakcijo med O2 z ustreznimi (zemljo)alkalijskimi kovinami..
Soli O−
2 z alkalijskimi kovinami so oranžno-rumene barve in precej stabilne, če se hranijo na suhem. Po raztapljanju teh soli v vodi je raztopljeni O−
2 podvržen zelo hitri disproporcionaciji (odvisni od pH):
4 O2− + 2 H2O → 3 O2 + 4 OH−
Ta reakcija (z vlago in ogljikovim dioksidom v izdihanem zraku) je osnova za uporabo kalijevega superoksida kot vira kisika v kemičnih generatorjih kisika, kot se uporabljajo na vesoljskih plovilih in na podmornicah. Superoksidi se uporabljajo tudi v kisikovih jeklenkah gasilcev za zagotavljanje razpoložljivega vira kisika.
V tem procesu deluje O−
2 kot Brønstedova baza, pri čemer se najprej tvori radikal HO2·.Zaradi pKa= 4,88 konjugirane kisline, hidroperoksidnega radikala HO2, se pri nevtralnem pH 7 kar 99,7% molekul nahaja v obliki superoksida O−
2.
Kalijev superoksid je topen v DMSO (kar olajšamo z uporabo kronskih etrov) in stabilen, dokler protoni niso na voljo. Superoksid lahko tvorimo tudi v aprotičnih topili s ciklično voltametrijo
Soli razpadejo tudi v trdnem stanju, vendar je to proces, ki zahteva segrevanje:
2 NaO2 → Na2O2 + O2

## Biologija
Superoksid in hidroperoksil (HO2) se obravnavata kot sopomenki, čeprav superoksid prevladuje pri fizioloških pH-jih. Tako superoksid kot hidroperoksil se uvrščata med reaktivne kisikove zvrsti. Imunski sistem ga tvori za ubijanje vdirajočih mikroorganizmov. V fagocitihse proizvaja v velikih količinah na encimu NADPH-oksidazi za uporabo v od kisika odvisnem mehanizmu ubijanja patogenov. Mutacije v genu za NADPH-oksidazo povzročijo sindrom imunske pomanjkljivosti, ki se imenuje tudi kronična granulomatozna bolezen, za katero je značilna visoka dovzetnost za okužbe, predvsem z organizmi z encimom katalazo. Po drugi strani mikroorganizmi, ki jim z genskim inženirstvom onemogočimo izdelavo superoksid-dismutaze (SOD), izgubijo virulenco. Superoksid je škodljiv tudi, ko nastaja kot stranski produkt mitohondrijskega dihanja (predvsem v kompleksih I in III), kakor tudi na več drugih encimih, na primer ksantin-oksidazi.
Ker je superoksid pri visokih koncentracijah strupen, imajo skoraj vsi organizmi, ki živijo v prisotnosti kisika, encime, imenovane superoksid-dismutaze (SOD) za odstranjevanje superoksidov. SOD učinkovito katalizirajo disproportionacijo superoksida:
2 HO2 → O2 + H2O2
Druge beljakovine, ki jih lahko superoksid tako oksidira kot reducira (npr. hemoglobin), imajo šibko SOD podobno delovanje. Genetska inaktivacija (genski "knockout") SOD privede do škodljivih fenotipov v organizmih, ki segajo od bakterij do miši, in posredujejo pomembne namige o mehanizmu toksičnosti superoksida in vivo.
Kvasovke brez mitohondrijskih in citosolnih SOD uspevajo zelo slabo v aerobnem okolju in precej dobro pod anaerobnimi pogoji. Odsotnost citosolnih SOD povzroči dramatično povečanje mutageneze in genomske nestabilnosti. Miši brez mitohondrijske SOD (MnSOD) umrejo okoli 21 dni po rojstvu zaradi nevrodegeneracij, kardiomiopatij in mlečnokislinskih acidoz. Miši brez citosolne SOD (CuZnSOD) so viabilne, vendar trpijo zaradi več bolezni, vključno s krajšo življenjsko dobo, rakom jeter, mišično atrofijo, sivo mreno, involucijo priželjca, hematolitsko anemijo in zelo hitrim od starosti odvisnim upadom plodnosti pri samičkah.
Superoksid lahko prispeva k pathogenezi številnih bolezni (dokazi so posebej močni pri sevalni bolezni in hiperoksičnih poškodbah) in morda tudi k staranju zaradi oksidativne škode, ki jo prizadene celicam, kar pa še ni dokazano. Čeprav se pri odsotnosti CuZnSOD in MnSOD nekateri simptomi staranja pojavijo prej (siva mrena, atrofija mišic, degeneracija makule, involucija priželjca), povečanje nivoja CuZnSOD ne podaljša življenjske dobe. Najširše sprejeta teorija pravi, da so oksidativne poškodbe samo eden od mnogih dejavnikov, ki vplivajo na trajanje življenja.
Vezava O2 na hem vključuje tvorbo Fe(III) superoksid kompleksa.